# Простонароден китайски език
Народен или простонароден китайски език е стила или регистъра на писмения китайски, особено, когато е моделиран по образец на говоримия език и асоцииран със стандартния мандарин. Терминът не трябва да се бърка с различните налични понастоящем просторечия или говорими вариативности на китайски. От ранните 1920, народният китайски е най-популярният стил на писане за всички вариации на говорим китайски в КНР, той наследява класическия китайски, предната стандартизирана система за писане, използвана в Китай от времето на Конфуций. Терминът стандартен писмен китайски сега се отнася до народния китайски.
|  | Тази страница частично или изцяло представлява превод на страницата Vernacular Chinese в Уикипедия на английски. Оригиналният текст, както и този превод, са защитени от Лиценза „Криейтив Комънс – Признание – Споделяне на споделеното“, а за съдържание, създадено преди юни 2009 година – от Лиценза за свободна документация на ГНУ. Прегледайте историята на редакциите на оригиналната страница, както и на преводната страница, за да видите списъка на съавторите. ВАЖНО: Този шаблон се отнася единствено до авторските права върху съдържанието на статията. Добавянето му не отменя изискването да се посочват конкретни източници на твърденията, които да бъдат благонадеждни. |